# Campionato jugoslavo di hockey su ghiaccio
Il Campionato jugoslavo (in sloveno Jugoslovanska hokejska liga, in serbo-croato Jugoslovenska Hokejaška Liga) è stato il massimo campionato di hockey su ghiaccio dapprima del Regno di Jugoslavia ed in seguito della Repubblica Socialista Federativa di Jugoslavia, dando al club vincitore il titolo di campione jugoslavo. La competizione fu dominata dalle squadre slovene, che lasciarono parzialmente spazio ai club serbi e croati soltanto nei primi anni Cinquanta e sul finire degli anni Ottanta. Con il collasso della Jugoslavia, Serbia, Croazia, Slovenia e Bosnia ed Erzegovina si sono dotate di leghe nazionali proprie. 
Attualmente, HDD Jesenice e Olimpia Lubiana prendono parte alla Alps Hockey League assieme a club austriaci e italiani, mentre lo Zagabria compete nella EBEL, la prima divisione austriaca (alla quale in passato hanno partecipato anche i due team sloveni).
Una competizione denominata International Hockey League e comprendente cinque squadre slovene, due squadre croate e due squadre serbe è stata inaugurata nel 2017, ricalcando nella composizione la vecchia lega jugoslava.

## Albo d'oro
- 1937 -  Ilirija
- 1938 -  Ilirija
- 1939 -  Ilirija
- 1940 -  |Ilirija
- 1941 -  Ilirija
- 1942  - non disputato
- 1943  - non disputato
- 1944  - non disputato
- 1945  - non disputato
- 1946  - non disputato
- 1947 -  Mladost Zagabria
- 1948 -  Partizan Belgrado
- 1949 -  Mladost Zagabria
- 1950  - non disputato
- 1951 -  Partizan Belgrado
- 1952 -  Partizan Belgrado
- 1953 -  Partizan Belgrado
- 1954 -  Partizan Belgrado
- 1955 -  Partizan Belgrado
- 1956 -  SD Zagabria
- 1957 -  HDD Jesenice
- 1958 -  HDD Jesenice
- 1959 -  HDD Jesenice
- 1960 -  HDD Jesenice
- 1961 -  HDD Jesenice
- 1962 -  HDD Jesenice
- 1963 -  HDD Jesenice
- 1964 -  HDD Jesenice
- 1965 -  HDD Jesenice
- 1966 -  HDD Jesenice
- 1967 -  HDD Jesenice
- 1968 -  HDD Jesenice
- 1969 -  HDD Jesenice
- 1970 -  HDD Jesenice
- 1971 -  HDD Jesenice
- 1972 -  Olimpia Lubiana
- 1973 -  HDD Jesenice
- 1974 -  Olimpia Lubiana
- 1975 -  Olimpia Lubiana
- 1976 -  Olimpia Lubiana
- 1977 -  HDD Jesenice
- 1978 -  HDD Jesenice
- 1979 -  Olimpia Lubiana
- 1980 -  Olimpia Lubiana
- 1981 -  HDD Jesenice
- 1982 -  HDD Jesenice
- 1983 -  Olimpia Lubiana
- 1984 -  Olimpia Lubiana
- 1985 -  HDD Jesenice
- 1986 -  Partizan Belgrado
- 1987 -  HDD Jesenice
- 1988 -  HDD Jesenice
- 1989 -  Medveščak Zagabria
- 1990 -  Medveščak Zagabria
- 1991 -  Medveščak Zagabria